# Брутен вътрешен продукт
Брутният вътрешен продукт (БВП) е икономически термин, който обозначава измерването на общата стойност на стоките (продукти) и услугите, произведени в определена териториална област (обикновено една страна) през определен период (обикновено една година) преди амортизация. Тези данни се изразяват в пари. Терминът се различава от брутния национален продукт (БНП) по това, че той изключва от изчисленията трансферите на средства между държавите.
Това е един от начините за измерване на националния приход и продукция. Често брутният вътрешен продукт се използва като показател за стандарта на живота на определена нация, но има икономисти, които са против това.
При надвишаване на „потенциалния“ БВП настъпва прегряване на икономиката.

## Видове и съставни части
Има два вида БВП, номинален и реален. И при двата вида, най-общо казано, се използва формулата 

{\displaystyle GDP=\sum _{i=1}^{n}P_{i}Q_{i},}
където {\displaystyle P(P_{1},P_{2},...,P_{i})} е векторът на цените, а {\displaystyle Q(Q_{1},Q_{2},...,Q_{i})} е векторът на произведените количества крайни блага. При номиналния БВП {\displaystyle P} се променя всяка година заедно с инфлацията, докато за реалната стойност се избира фиксиран вектор {\displaystyle P}, например цените от 2004 г. При наличието на инфлация стойността на БВП, измерена по номиналния начин, е по-висока от тази, измерена при реалния.
Обикновено БВП се изчислява по разходния подход и се изразява чрез следното уравнение:
{\displaystyle GDP=C+I_{T}+G+X,}
където:
- {\displaystyle C}, consumption, от англ. потребление, са разходите на консуматорите за крайни продукти и услуги. Трябва да се вземе под внимание, че всички променливи, които формират БВП, измерват разходи за крайни стоки и услуги. Това означава, че разходите по закупуване на активи не се отчитат. Например, ако се купи картина на Пикасо за 10 млн., БВП няма да се увеличи с 10 млн., а само с тази част, която е отишла за услугите за транспорт, покупко-продажба и т.н. Причината е, че тези неща са крайни услуги;
- {\displaystyle I_{T}}, investment, от англ. инвестиция, са инвестициите на компаниите за инфраструктура, маркетинг, обучение на персонала и други, както и покупката на недвижима собственост от страна на консуматорите. В случая думата „инвестиция“ се отнася за закупуването на нефинансови продукти. В макроикономиката закупуването на финансови продукти се класифицира като спестяване;
- {\displaystyle G}, government purchases, от англ. правителствени покупки, са правителствените разходи. Тук не се включват заплатите в бюджетната сфера и разходи които не представляват производство на стоки и услуги. Включват се правителствените разходи за стоки и услуги, както и разходи за отбрана, инфраструктура, образование, полиция, пожарна и др. Според Кейнс тази стойност е ключова за крайния резултат на БВП;
- {\displaystyle X}, net export, от англ. нетен износ, е нетният износ (брутният износ минус брутния внос). Внесените стоки и услуги се изваждат, защото те вече са били включени в горните части от уравнението (използвани от потребителите или държавата, или вложени), а не искаме да прибавим продукт, който е произведен в друга държава. Износът се прибавя, защото независимо от това, че крайният потребител на стоките и услугите е в чужбина, те са произведени в границите на държавата и са част от вътрешния ѝ продукт.

Има няколко модела, които използват горното уравнение, за да обяснят промените в БВП. В най-общия случай {\displaystyle G} не се взима под внимание, защото то зависи от политически, а не икономически фактори. Консумацията зависи само от приходите на гражданите: това е определена част от самия БВП. {\displaystyle X} е разликата от износа и вноса. Тук вносът също се дава просто като пропорционална част от БВП, докато износът зависи от лихвените проценти у дома и в чужбина. Обикновено като причина за промяна в БВП се търсят движения в I. То от своя страна е по-високо, когато лихвените проценти са ниски.

## БВП на глава от населението
Този показател е производен на БВП и показва средно количеството на стоките и услугите, които се падат на един човек от населението на дадена страна. Получава се, като БВП се раздели на броя на жителите на съответната страна:
{\displaystyle GDP^{*}={\frac {GDP}{\sum _{j=1}^{m}a_{j}}}={\frac {\sum _{i=1}^{n}P_{i}Q_{i}}{\sum _{j=1}^{m}a_{j}}}.}

## Критика
БВП е често критикуван в ролята си на мерило на обществените блага. Той например не отчита факта, че голяма част от населението има достъп до малка част от тези блага. Той също така не включва производство, за което не е официално съобщено. Това създава особено сериозен проблем в България, където сивата икономика на моменти достига 1/3 от цялото производство на стоки и услуги. БВП също така не включва блага, които не се измерват в пари или не се разменят на пазара: например услугите вътре в семейството или фактът, че по-малкото производство води до повече време за почивка и съответно блага за работещите по-малко. БВП е критикуван и заради нещата, които включва, но които са във вреда за всеки в обществото. Тук примерът е разлив на нефт в морето. Подобна дейност води, от една страна, до сериозни вреди, а от друга, до разходи за почистване, които увеличават БВП.